# William-Dean-Howells-Medaille
Die William-Dean-Howells-Medaille (englisch: William Dean Howells Medal) wird von der American Academy of Arts and Letters vergeben und ist ein US-amerikanischer Literaturpreis. Der Preis ist nach William Dean Howells benannt und wurde erstmals 1925 vergeben. Preisträger werden nur alle fünf Jahre gewählt. Gewöhnlich wird der Preis für den außergewöhnlichsten US-amerikanischen Roman vergeben, der in den letzten fünf Jahren erschien. Einige der Preise wurden jedoch auch als Anerkennung für das Gesamtwerk verliehen.
Das Auswahlkomitee besteht aus Angehörigen der American Academy of Arts and Letters. Wahlberechtigt sind solche Akademie-Angehörigen, die von einem anderen Mitglied vorgeschlagen wurden. 

## Medaillenträger
| Jahr | Schriftsteller              | Originaltitel des ausgezeichneten Romans | Deutscher Titel                 | Weitere Auszeichnungen oder Anmerkungen |
| ---- | --------------------------- | ---------------------------------------- | ------------------------------- | --- |
| 1925 | Mary E. Wilkins Freeman     |                                          |                                 | |
| 1930 | Willa Cather                | Death Comes for the Archbishop           | Der Tod kommt zum Erzbischof    | |
| 1935 | Pearl S. Buck               | The Good Earth                           | Die gute Erde                   | Nobelpreis für Literatur |
| 1940 | Ellen Glasgow               |                                          |                                 | |
| 1945 | Booth Tarkington            |                                          |                                 | |
| 1950 | William Faulkner            |                                          |                                 | Nobelpreis für Literatur |
| 1955 | Eudora Welty                | The Ponder Heart                         | -                               | |
| 1960 | James Gould Cozzens         | By Love Possessed                        | Von Liebe beherrscht            | |
| 1965 | John Cheever                | The Wapshot Scandal                      | Die Geschichte der Wapshots     | National Book Award |
| 1970 | William Styron              | The Confessions of Nat Turner            | Die Bekenntnisse des Nat Turner | Pulitzer-Preis |
| 1975 | Thomas Pynchon              | Gravity’s Rainbow                        | Die Enden der Parabel           | Pynchon lehnte die Auszeichnung ab. Ihm wurde für den Roman außerdem der National Book Award verliehen. Das Vergabekomitee des Pulitzer-Preises lehnte den Jury-Vorschlag, den Roman mit dem Pulitzer-Preis auszuzeichnen, wegen Obszönitäten und Unlesbarkeit ab. |
| 1980 | William Maxwell             | So Long, See You Tomorrow                | Also dann bis morgen            | National Book Award Maxwell war von 1969 bis 1972 Präsident der American Academy of Arts and Letters. |
| 1985 | Keine Auszeichnung vergeben |                                          |                                 | |
| 1990 | E. L. Doctorow              | Billy Bathgate                           | Billy Bathgate                  | |
| 1995 | John Updike                 | Rabbit at Rest                           | Rabbit in Ruhe                  | |
| 2000 | Don DeLillo                 | Underworld                               | Unterwelt                       | |
| 2005 | Shirley Hazzard             | The Great Fire                           | Das große Feuer                 | |
| 2010 | Peter Matthiesen            | Shadow Country                           | -                               | National Book Award Shadow Country ist eine Überarbeitung von Matthiessens Everglades Triology (Killing Mister Watson, Lost Man’s River und Bone by Bone). |
| 2015 | William Gass                | Middle C                                 | Mittellage                      | |
| 2020 | Richard Powers              | The Overstory                            | Die Wurzeln des Lebens          | Pulitzer-Preis |

## Einzelbelege
1. ↑  American Academy of Arts and Letters – Awards List (Memento vom 19. Dezember 2015 im Internet Archive), aufgerufen am 19. Juli 2014
2. ↑  Award Winner Willa Cather (Memento des Originals vom 24. Juni 2016 im Internet Archive)  Info: Der Archivlink wurde automatisch eingesetzt und noch nicht geprüft. Bitte prüfe Original- und Archivlink gemäß Anleitung und entferne dann diesen Hinweis.
3. ↑  Theguardian: Thomas Pynchon (Tuesday 22 July 2008 15.39).
4. ↑   Biografie Matthiessens auf Pinguin Books USA, aufgerufen am 18. Juli 2014